# تپه پته کوه
تپه پته کوه در استان قزوین، شهرستان بوئین‌زهرا، بخش مرکزی، روستای پتکوه واقع شده و این اثر در تاریخ ۱۰ مهر ۱۳۸۰ با شمارهٔ ثبت ۴۱۵۳ به‌عنوان یکی از آثار ملی ایران به ثبت رسیده است.